# Buják
Buják är en ort i Ungern.   Den ligger i provinsen Nógrád, i den norra delen av landet, 60 km nordost om huvudstaden Budapest. Buják ligger 181 meter över havet och antalet invånare är 2 343.
Terrängen runt Buják är platt åt sydost, men åt nordväst är den kuperad. Runt Buják är det ganska glesbefolkat, med 43 invånare per kvadratkilometer. Närmaste större samhälle är Pásztó, 12,2 km öster om Buják. Omgivningarna runt Buják är en mosaik av jordbruksmark och naturlig växtlighet.